# Irvin Hoost
Irvin Hoost (Paramaribo, 19 april 1999) is een Surinaams zwemmer. Hij won internationale wedstrijden en was in 2024 de vlaggendrager voor Suriname voor de Olympische Zomerspelen in Parijs.

## Biografie
Irvin Hoost zwom al op jonge leeftijd veelvuldig in internationale wedstrijden. Rond zijn dertiende verjaardag, in april 2012, was hij op de Carifta Games op de Bahama's. De 100 meter vlinderslag in 1:07,60 minuten leverde hem een zilveren medaille op, evenals zijn 50 meter vlinderslag in 29,27 seconden. Twee maanden later was hij op Aruba voor de Caribbean Island Swinning Championship (CISC). Hier behaalde hij zilver op de 100 meter vlinderslag en eveneens op de 50 meter vrije slag. In november 2013 behaalde hij tijdens de Consude Games ook zilver
Tijdens de CISC op Barbados van juli 2014 behaalde hij brons op de 100 meter vlinderslag en op de laatste dag goud op de 50 meter vlinderslag. Tijdens de VOS Powerade in Paramaribo behaalde hij dat jaar in zijn leeftijdsklasse eveneens goud.
In 2017 werd hij uitgeroepen tot Zwemmer van het Jaar.
In juli 2018 deed hij tijdens de Centraal-Amerikaanse en Caraïbische Spelen in Barranquilla in Colombia mee aan de 50 en 100 meter vrije slag, in een tijd van respectievelijk 23,54 en 52.73 seconden. Op de 50 meter bleef hij steken in de voorronde. Op de 100 meter miste hij met een vierde plek net een podiumplaats.
In juli 2019 zwom hij tijdens de WK zwemmen in Gwangju in Zuid-Korea. Hier zwom hij de vlinderslag van 50 meter in 25,97 seconden. Tijdens de WK van 2022 in Boedapest in Hongarije werd hij eerste tijdens zijn serie voor de 50 en 100 meter vrije slag. In juni 2023 kwam hij in actie tijdens de Central American and Caribbean Swimming Championships in Santa Tecla in El Salvador.  Na 50 meter vlinderslag tikte hij af in 57,19 seconden.
In 2024 was hij een van de vijf Surinaamse deelnemers die uitgezonden werden naar de Olympische Zomerspelen in Parijs. Hij was een van de vier sporters die met behulp van een wildcard konden meereizen. Hoost was hier de vlaggendrager voor Suriname. Hij wist in heat 2 lange tijd voorop te zwemmen, maar eindigde in de voorronde op de vierde uit acht plaatsen. Tijdens de opening was hij samen met Kaelyn Djoparto de vlaggendrager voor Suriname.